# Lacanobia atlantica
Lacanobia atlantica är en fjärilsart som beskrevs av Augustus Radcliffe Grote 1874. Lacanobia atlantica ingår i släktet Lacanobia och familjen nattflyn. Inga underarter finns listade i Catalogue of Life.